# Alalcomenaeus
Alalcomenaeus ist eine ausgestorbene Tiergattung aus dem frühen bis mittleren Kambrium. Die zahlreichen Fossilien seines Vertreters Alalcomenaeus cambricus aus dem Maotianshan-Schiefer in der chinesischen Provinz Yunnan und dem Burgess-Schiefer in British Columbia in Kanada lassen vermuten, dass Alalcomenaeus zu den häufigsten Tiergattungen seiner Zeit zählte. Alalcomenaeus wird als ein früher Vertreter der Spinnentier-Linie oder der Krebstier-Linie diskutiert.

## Vorkommen

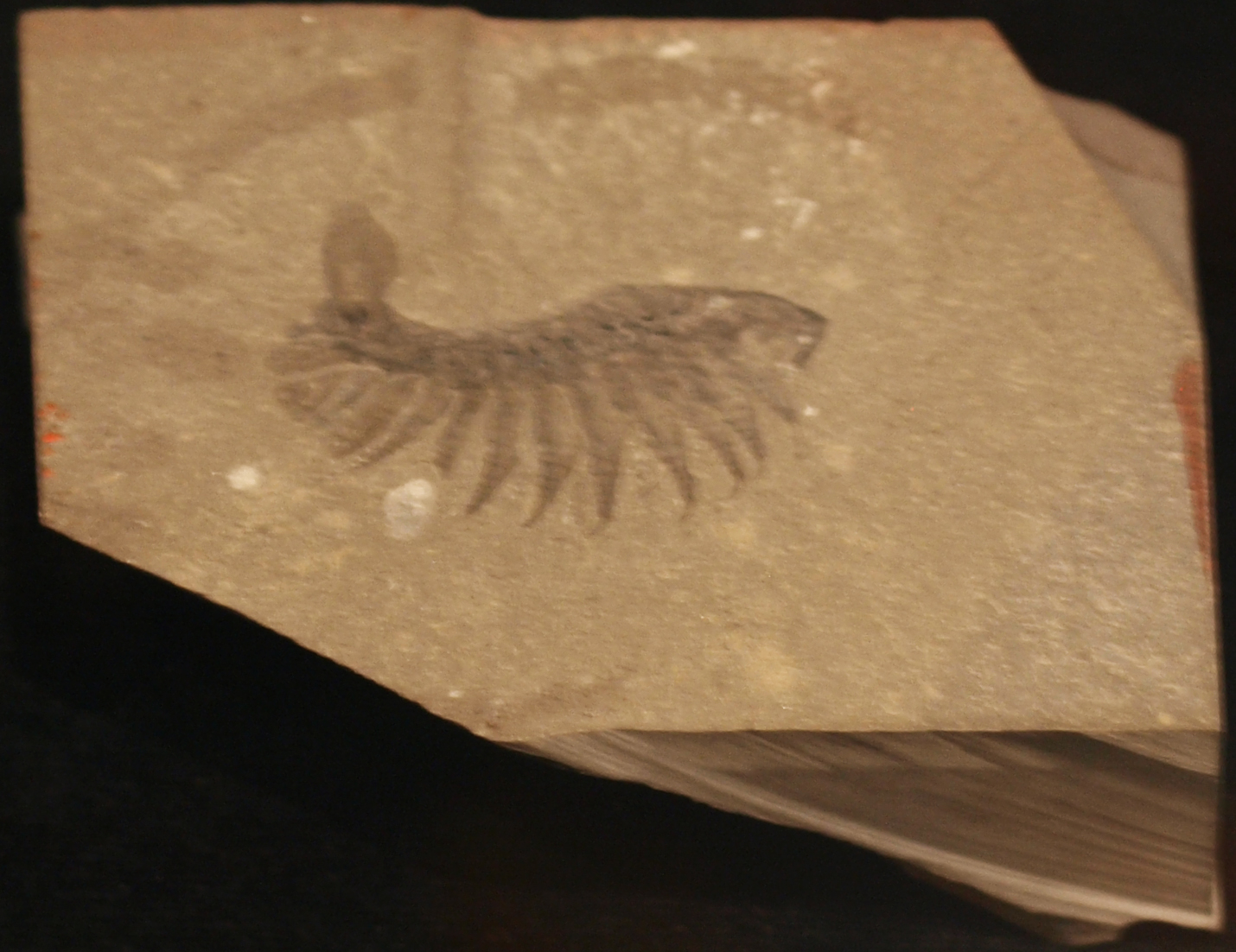
Fossil eines Alalcomenaeus cambricus

Über 600 Exemplare von Alalcomenaeus cambricus konnten bisher als Fossilien im Burgess-Schiefer gefunden werden. Mit einer Häufigkeit von etwa 1,2 % zählt Alalcomenaeus zu den häufigsten Gattungen der Biota des Burgess-Schiefers. Zahlreiche weitere Funde stammen aus dem Maotianshan-Schiefer in China. Auch hier zählte er zu den häufigeren Vertretern der sogenannten Chengjiang-Faunengemeinschaft. Weitere Funde, wie beispielsweise aus dem Wheeler-Schiefer in Utah, unterstreichen das Vorkommen und die Verbreitung dieser Tiergattung im frühen bis mittleren Kambrium. Darüber hinaus wurden weitere Funde einer als Alalcomenaeus illecebrosus bezeichneten Art beschrieben, deren Zuordnung zur Gattung Alalcomenaeus jedoch nicht gesichert ist.

## Merkmale
Alalcomenaeus cambricus hatte eine Länge von bis zu 60 mm. Sein Körper bestand aus einem ausgeprägten Kopfschild (Cephalon), elf Rumpfsegmenten (Somite) sowie einen abschließenden Telson und war durch ein Außenskelett geschützt. Am Kopfschild trug Alalcomenaeus fünf Augen, von denen die zwei äußeren gestielt waren. Auffällig ist ein paar Spaltbein-artig segmentierter Fortsätze am Kopf, die auch als Great Appendage („großer Anhang“) bezeichnet werden. Jedes der 11 Rumpfsegmente trug ein paar Spaltbein-artiger Extremitäten. Der Mund an der Vorderseite des Kopfes war über den Darm mit dem auf dem Telson liegenden After verbunden.

## Verhalten
Wie die meisten seiner nahen Verwandten war Alalcomenaeus cambricus vermutlich ein Prädator, der sich von anderen Tieren ernährte. Sein Körperbau deutet darauf hin, dass er sich mit Hilfe seines Rumpfes und insbesondere seines paddelartigen Telsons schwimmend fortbewegte.

## Systematik
Ursprünglich wurde Alalcomenaeus cambricus als ein früher Abkömmling der Krebstier-Linie angesehen. Basierend auf seiner Anatomie galt er als der ideale Vorfahr der heutigen Kiemenfüßer und der Cephalocarida. Dieses Konzept wurde zu Anfang der 1990er Jahre weitgehend verworfen. Nach kladistischen Analysen wird die Gattung Alalcomenaeus zusammen mit weiteren Vertretern der sogenannten Megacheira der Klasse der Arachnomorpha zugerechnet.